# Ottawa (Kansas)
Ottawa è un comune degli Stati Uniti d'America, situato nello Stato del Kansas, nella contea di Franklin.